# Palacio Fortuny
El Palacio Fortuny es un palacio histórico italiano situado en el sestiere de San Marco en Venecia. Fue construido por la familia Pesaro en el siglo XV en estilo gótico veneciano. Desde 1902 fue la residencia de Mariano Fortuny y su esposa Henriette Negrin, y actualmente alberga el Museo Fortuny. El museo forma parte de la "Fondazione Musei Civici di Venezia". Anteriormente, el edificio era conocido como Palazzo Pesaro degli Orfei.

## Historia
El edificio fue construido en el siglo XV por Benedetto Pesaro, miembro de la prominente familia Pesaro, y era uno de los varios palacios de esa familia en la ciudad. La rama San Beneto de la familia se extinguió a finales del siglo XVII, y desde aproximadamente 1720 el palacio fue alquilado a varios inquilinos, entre ellos una imprenta —la Tipografia Albrizzi— y dos asociaciones musicales, primero la Accademia degli Orfei, a partir de 1786, y luego, desde 1835, la Società Apollinea. Durante la mayor parte del siglo XIX el edificio estuvo subdividido y alquilado a varios artesanos. En el momento en el que Mariano Fortuny estableció su primer estudio veneciano en él, en los últimos años del siglo, había unos trescientos cincuenta inquilinos. Gradualmente compró más espacio, demoliendo las paredes divisorias que se habían añadido con el paso del tiempo y restaurando las habitaciones poco a poco a su estado previo; en 1902 lo convirtió en su residencia. En 1907, junto con su futura esposa Henriette Negrin, estableció un pequeño taller; unos pocos años después, se dedicaron dos plantas del palacio a la impresión de ropas y tejidos de seda y terciopelo.

### Museo
Mariano Fortuny y Madrazo, que había adquirido el edificio a inicios del siglo XX para instalar su taller, fue un hombre polifacético que se ocupó de fotografía, escenografía, técnica escénica, creación textil y pintura. Fortuny murió en 1949, y en 1956 el palacio, que aún conservaba las telas y colecciones de Mariano, fue donado al Ayuntamiento de Venecia. Sin embargo, el Ayuntamiento no tomó posesión de él hasta 1965, tras la muerte de la viuda de Fortuny, Henriette. El ayuntamiento hizo del palacio un lugar dedicado a las disciplinas de comunicación visual, en particular de la experimentación y la innovación, en consonancia con el espíritu y la cultura del antiguo propietario. El Museo Fortuny abrió sus puertas en 1975, y es gestionado por la "Fondazione Musei Civici di Venezia".
El Museo Fortuny expone pinturas, telas y las lámparas de Fortuny en la primera planta, junto a salas dedicadas a la historia del palacio y su taller en la segunda planta. El edificio todavía tiene elementos creados por Fortuny. El entorno de trabajo está representado mediante tapices, cuadros y lámparas.

## Descripción
El palacio Fortuny se caracteriza por sus tres enérgicas fachadas, que dan respectivamente al campo San Beneto, a la calle Pesaro y al Rio di Ca' Michiel, y por sus extraordinarias dimensiones. No sin razón, es considerado uno de los palacios más grandes de la arquitectura gótica veneciana, gracias a su compacidad y coherencia arquitectónica y a la armonía de su diseño estilístico.
Destaca la fachada que da hacia el campo, caracterizada por dos espaciosas políforas o ventanales múltiples centrales con arcos apuntados y por otras aperturas más distanciadas a los lados. La fachada hacia el rio, más modesta, se caracteriza por tres grandes políforas centrales y por un amplio portal al agua rodeado por ventanas secundarias.
También son característicos los dos enormes salones de recepción situados en las plantas nobles, cada uno de los cuales tiene una longitud de cuarenta y cinco metros. Para permitir que la luz iluminara toda la gran estancia, fue necesario crear un gran corte o patio interior con varias aperturas. Todos los balcones están enriquecidos por decoraciones: a veces leones esculpidos, a veces frisos que representan querubines.

Fotos de Paolo Monti
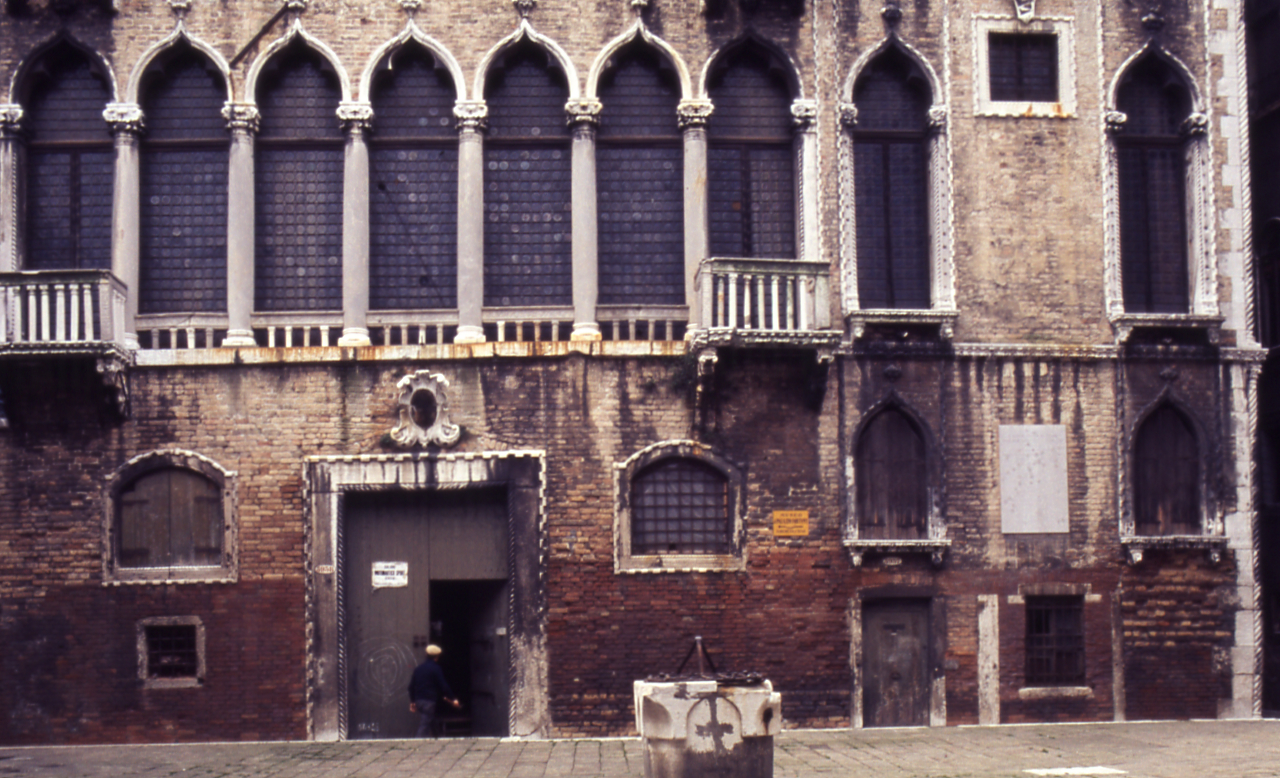
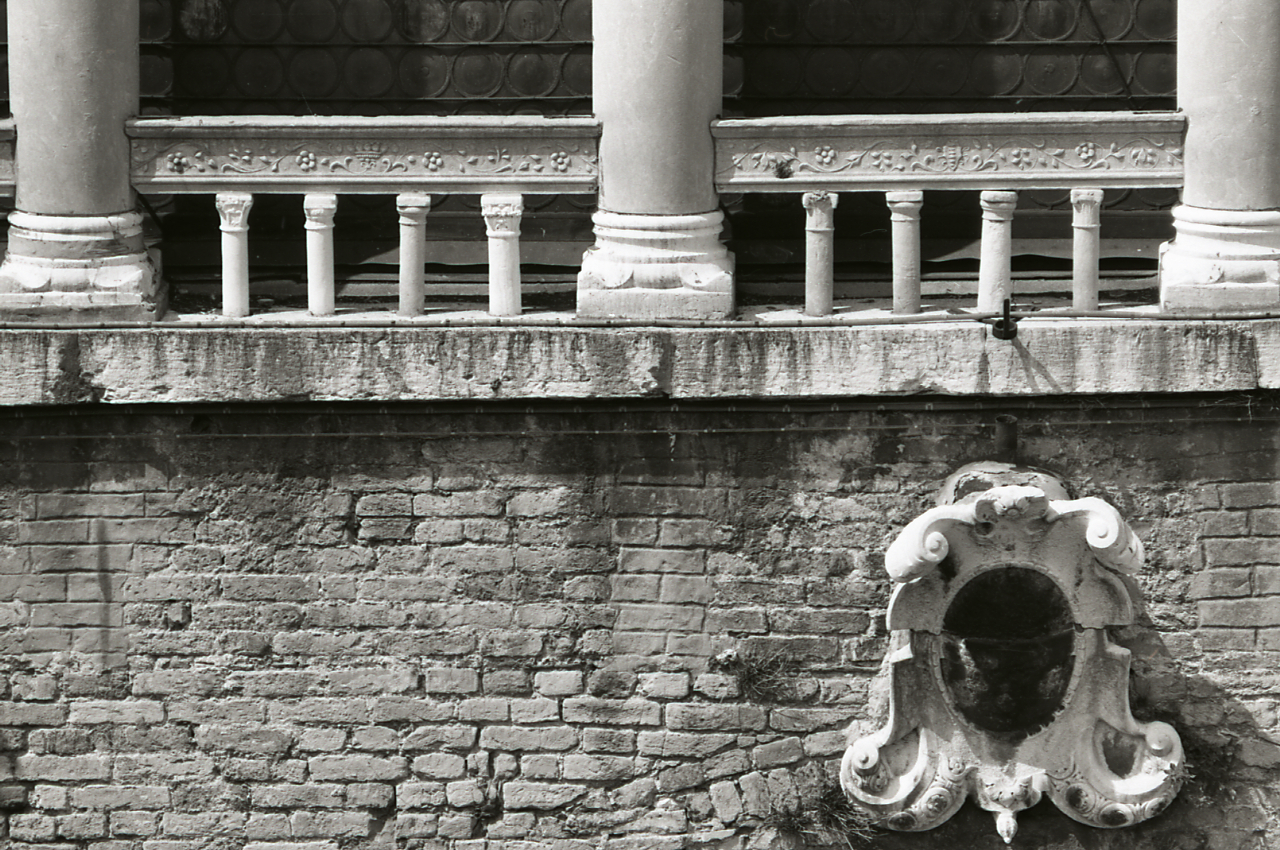
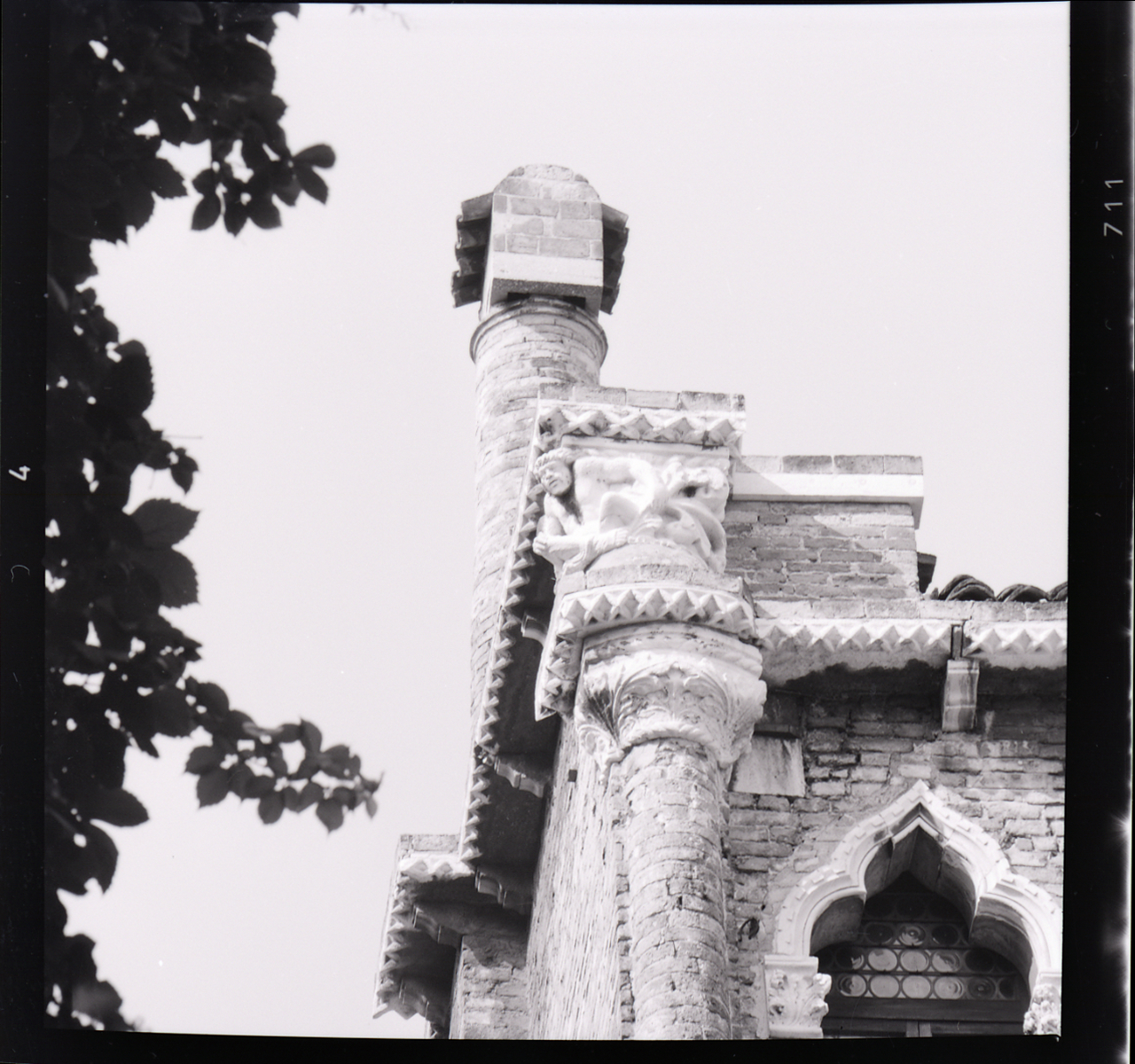
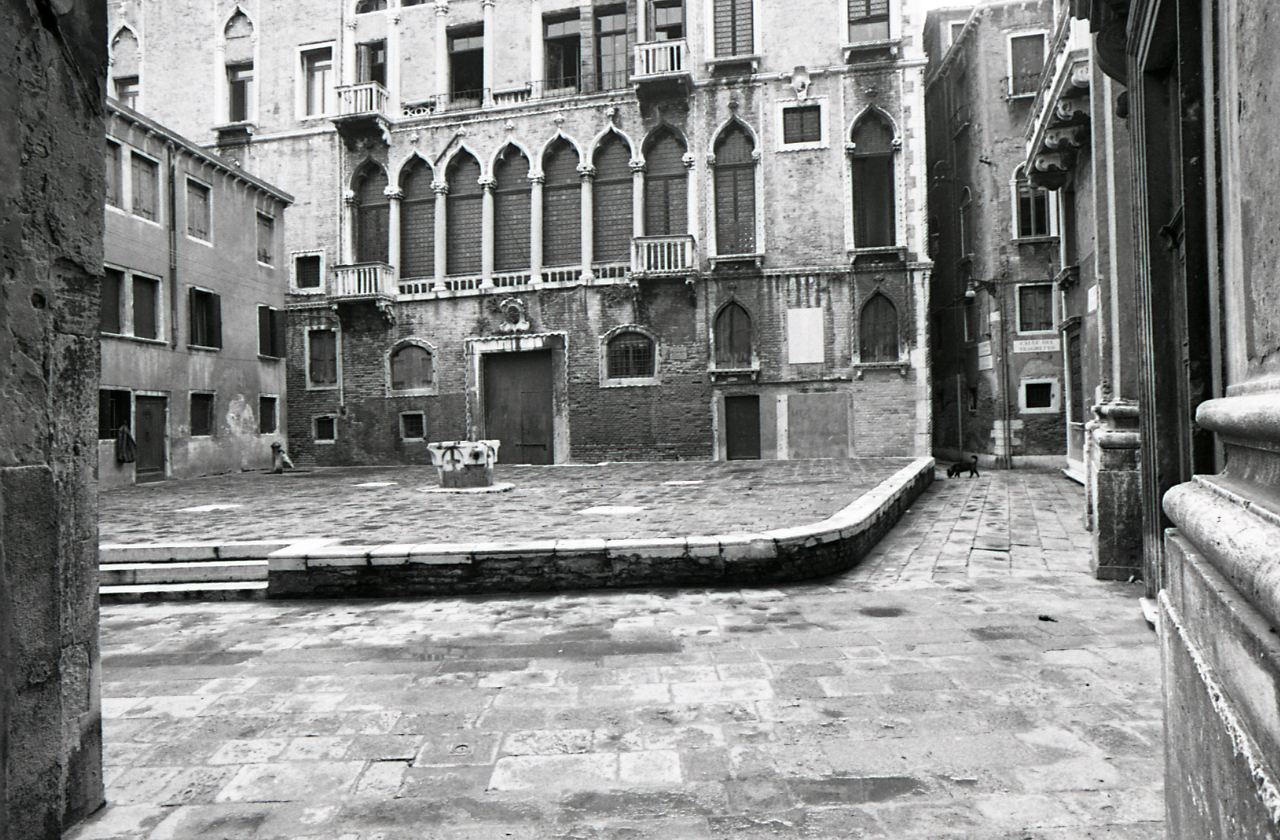